# ابرزولتسباخ
ابرزولتسباخ (به فرانسوی: Obersoultzbach) یک کمون در فرانسه با جمعیت ۳۹۰ نفر است که در Canton of Bouxwiller واقع شده‌است.